# Mercedes-Benz Classe CLK
La Mercedes-Benz Classe CLK è un'autovettura di tipo coupé di fascia medio-alta della casa automobilistica tedesca Mercedes-Benz, comparsa per la prima volta sul mercato nel 1997, totalmente aggiornata nel 2002 e ristilizzata nel 2006. Prodotta in due serie, riconoscibili anche dal numero progetto come Mercedes-Benz W208 e Mercedes-Benz W209.

## Le serie

### Prima serie W208
Basata su una piattaforma comune con la Classe C ma dotata anche di particolari appartenenti alla serie di maggior prestigio, la Classe E, la prima serie della Mercedes CLK è comparsa sul mercato nel 1998 ed era disponibile nelle versioni cabriolet e coupé, offriva un numero molto alto di optional mai visti su auto della sua categoria come l'ESP e l'ASR oltre al cambio automatico a 5 marce.

### Seconda serie W209
Con misure di ingombro molto simili a quelle della versione precedente ma linee estetiche che si differenziano in maniera evidente da quelle dell'antenata, compare sul mercato nel 2002 ed è subito apprezzata, a tal punto che diventa una delle dieci coupé più vendute in Italia. I nuovi stilemi la fanno avvicinare maggiormente a quelli della Classe CL, coupé di classe superiore della stessa casa.
Tra le altre modifiche l'aggiunta di molti accessori innovativi, tra i quali spunta il keyless go (l'avviamento e l'apertura delle porte senza chiave) e, sotto il punto di vista della meccanica, l'adozione di un nuovo cambio automatico/sequenziale a 7 marce.
L'aggiornamento nel 2006 ha risolto piccoli problemi di affidabilità, ma gli unici cambiamenti di design evidenti sono apportati al frontale, dove la mascherina perde una barretta, nel design del paraurti anteriore e nel posteriore, concentrati per lo più nella parte centrale dei fari. Per quanto riguarda le motorizzazioni diesel si è registrata l'uscita dal catalogo della versione CLK 5 cilindri 270 CDI, compensata dall'ingresso in listino del 4 cilindri 220 CDI e del 6 cilindri 320 CDI.
Nel 2009 spariscono dal catalogo della casa le versioni coupé, sostituite dalle versioni coupé della Classe E, denominate C207 e resta disponibile solo la versione cabriolet fino alla metà del 2010, quando anch'essa verrà sostituita dalla cabriolet A207.

## La versione CLK GTR

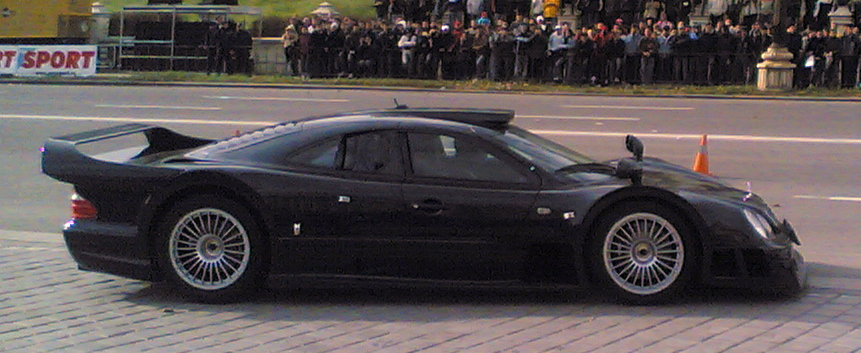
Una CLK GTR

La Mercedes Benz CLK GTR nasce nel 1997 allo scopo di competere nel Campionato FIA GT, realizzata in pochi mesi dalla Mercedes-AMG debutta nelle competizioni ancor prima che venga omologata una versione stradale, nel frattempo vince il campionato 1997 battendo nel finale la McLaren F1 schierata dal team ufficiale BMW Motorsport. Dotata di un motore V12 da 6.9 litri, verrà offerta poi sul mercato nel 1999 ad un prezzo di 1573000 $ (1.271.424 Euro)
Verrà in questo modo anche ricordata come la vettura più costosa degli anni novanta, sorpassata poi dalla Bugatti Veyron.